# Marneffe (Belgique)
Pour les articles homonymes, voir Marneffe.
Marneffe (en wallon Marnefe) est un gros village de la Hesbaye liégeoise traversé par la Burdinale, un ruisseau affluent de la Mehaigne. Administrativement il fait aujourd'hui partie de la commune de Burdinne, dans la province de Liège (Région wallonne de Belgique). C'était une commune à part entière avant la fusion des communes de 1977.
Marneffe se trouve au cœur du parc naturel 'des vallées de la Burdinale et de la Mehaigne'.

## Démographie
- Sources:INS, Rem:1831 jusqu'en 1970=recensements, 1976= nombre d'habitants au 31 décembre

## Patrimoine et culture

### Patrimoine architectural
- L'église de l'Immaculée Conception date du XIXe siècle.
- Le château de Marneffe datant du XIXe siècle qui accueille depuis la fin de la Seconde Guerre mondiale un centre pénitentiaire école[1]. Il avait également servi avant la guerre de camp d'internement des migrants juifs, victimes du nazisme[2].

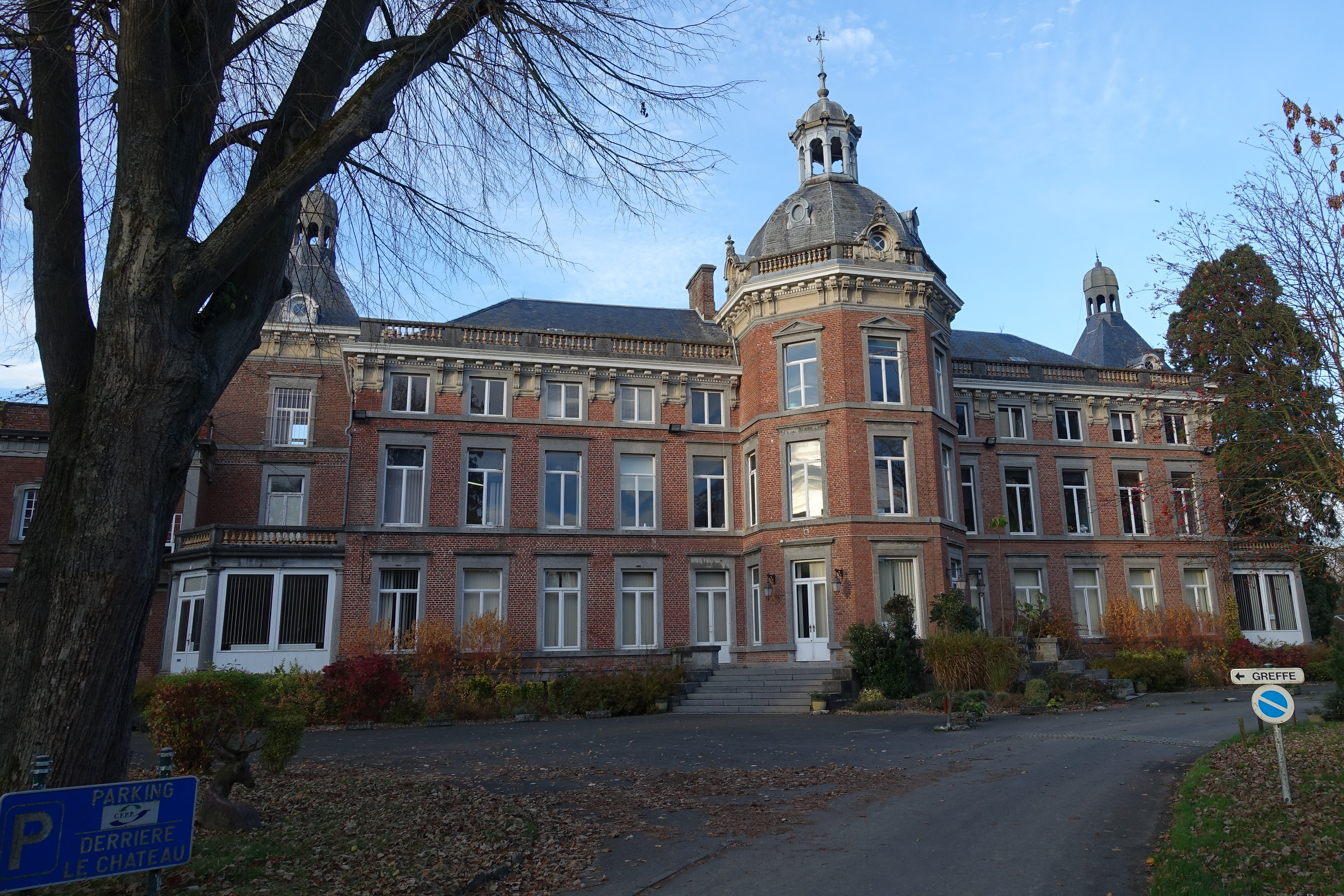
Chateau du Sart de Marneffe(CPE)
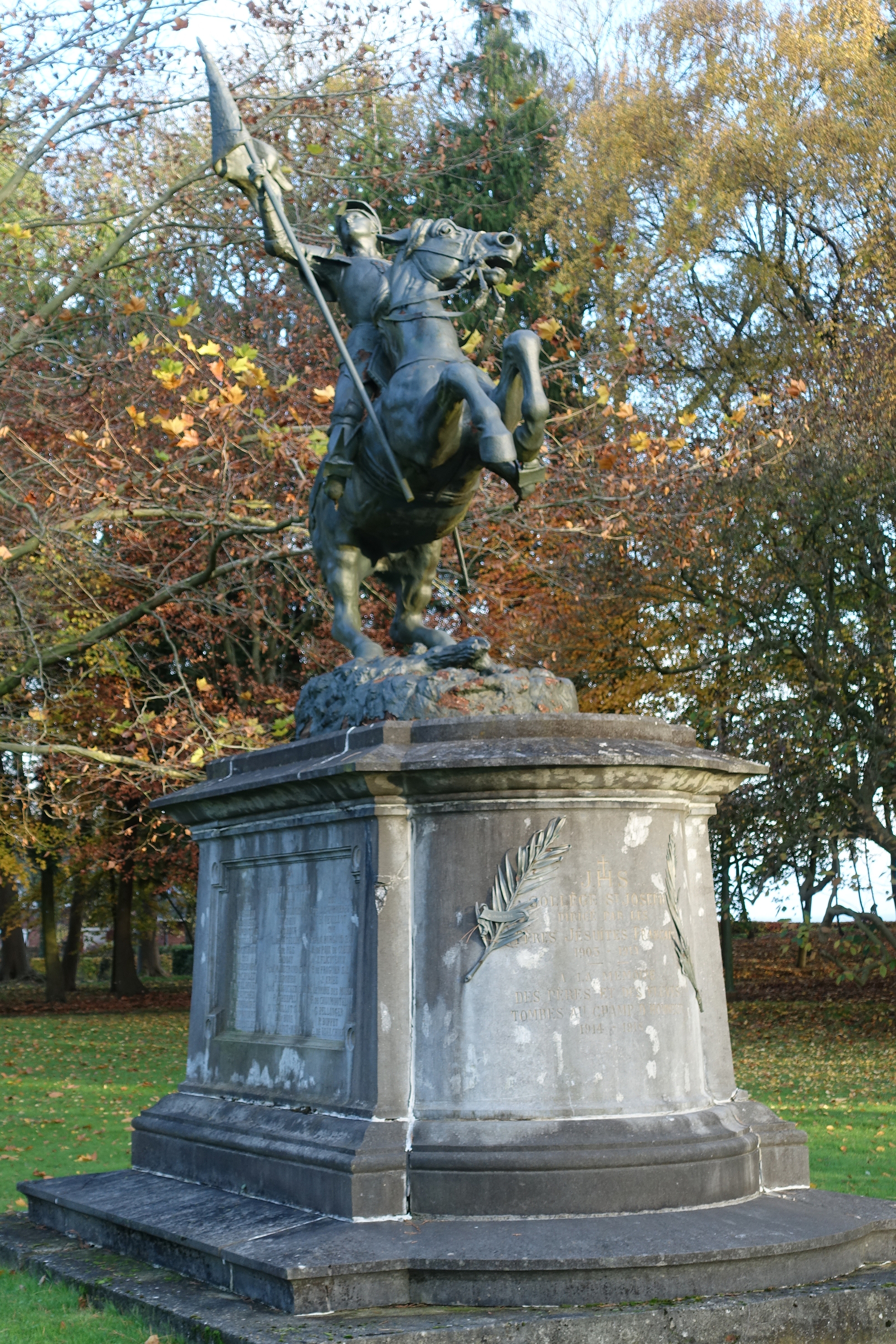
Statue équestre de Jeanne d’Arc dans le parc du château

## Personnalités
- Pierre Hazette, homme politique et écrivain.
- Guy Licoppe, radiologue et latiniste, éditeur de Melissa.